# Goniothalamus macrophyllus
Goniothalamus macrophyllus (Blume) Hook.f. & Thomson – gatunek rośliny z rodziny flaszowcowatych (Annonaceae Juss.). Występuje naturalnie na Półwyspie Malajskim (południowa Tajlandia i Malezja), Borneo (zarówno w części malezyjskiej jak i indonezyjskiej), Sumatrze oraz Jawie. Na Borneo potoczna nazwa tej rośliny to Empalis. 

## Morfologia
PokrójPodszytowe drzewo dorastające do 7 m wysokości. Pierśnica wynosi 15 cm.
LiścieNaprzemianległe, pojedyncze, dość duże. Nie mają przylistków.
KwiatySą pojedyncze lub zebrane w małe kwiatostany, rozwijają się na szczytach pędów lub bezpośrednio na pniach i gałęziach (kaulifloria). Wydzielają zapach. Płatki mają białokremową barwę i osiągają do 30 mm średnicy.
OwocePojedynczy owoc zawiera tylko jedno nasiono i osiąga 20 mm długości. Zebrane w owoc zbiorowy o zielonożółtawej barwie.

## Biologia i ekologia
Rośnie najczęściej w lasach dziewiczych, rzadziej w lasach zakłóconych działalnością człowieka. Występuje na wysokości do 1240 m n.p.m.